# Ісянгулово
Ісянгу́лово (рос. Исянгулово, башк. Иҫәнғол) — село, центр Зіанчуринського району Башкортостану, Росія. Адміністративний центр Ісянгуловської сільської ради.
Населення — 7418 осіб (2010; 7441 в 2002).
Національний склад:
- башкири — 53%
- росіяни — 26%

## Постаті
- Ринат Юсупов — башкирський учений-антрополог, етнограф (1951—2011)
- Рутчин Олексій Іванович — Герой Радянського Союзу.